# 裂羽双盖蕨
裂羽双盖蕨（学名：Allantodia pinnatifido-pinnata）也称羽裂短肠蕨，为蹄盖蕨科双盖蕨属下的一个种。